# Мікрорельєф
Мікрорельєф (рос. микрорельеф, англ. microrelief, нім. Mikrorelief n, Kleinformen f pl des Reliefs) – комплекс нерівностей земної поверхні, обумовлений г.ч. екзогенними процесами з коливаннями висот не більше дек. метрів; дрібні форми рельєфу, що є деталями тієї чи іншої ділянки земної поверхні (рельєф річкових заплав, рівчаків тощо). Приклад: степові блюдця, прируслові вали, полігональні утворення. 
На території України притаманні певним районам мікроформи утворилися під впливом денудації (гриви на шаруватих товщах Донецької височини), останці (на кристалічних породах Придніпровської, Приазовської, Подільської височин); суфозії і просадки – блюдця степові і поди на лесових породах Придніпровської і Причорноморської низовин; карстових процесів – лійки карстові на розчинних породах Передкарпаття, Закарпатської низовини, Подільської височини, Кримських гір тощо. Серед акумулятивних мікроформ – численні конуси виносу в гирлах ярів і балок, делювіальні шлейфи біля підніжжя гір і височин, кучугури на піщаних терасах Дніпра, окремі піщані горби на водно-льодовикових рівнинах Поліської низовини, зсувні форми рельєфу. 